# 今出川清水

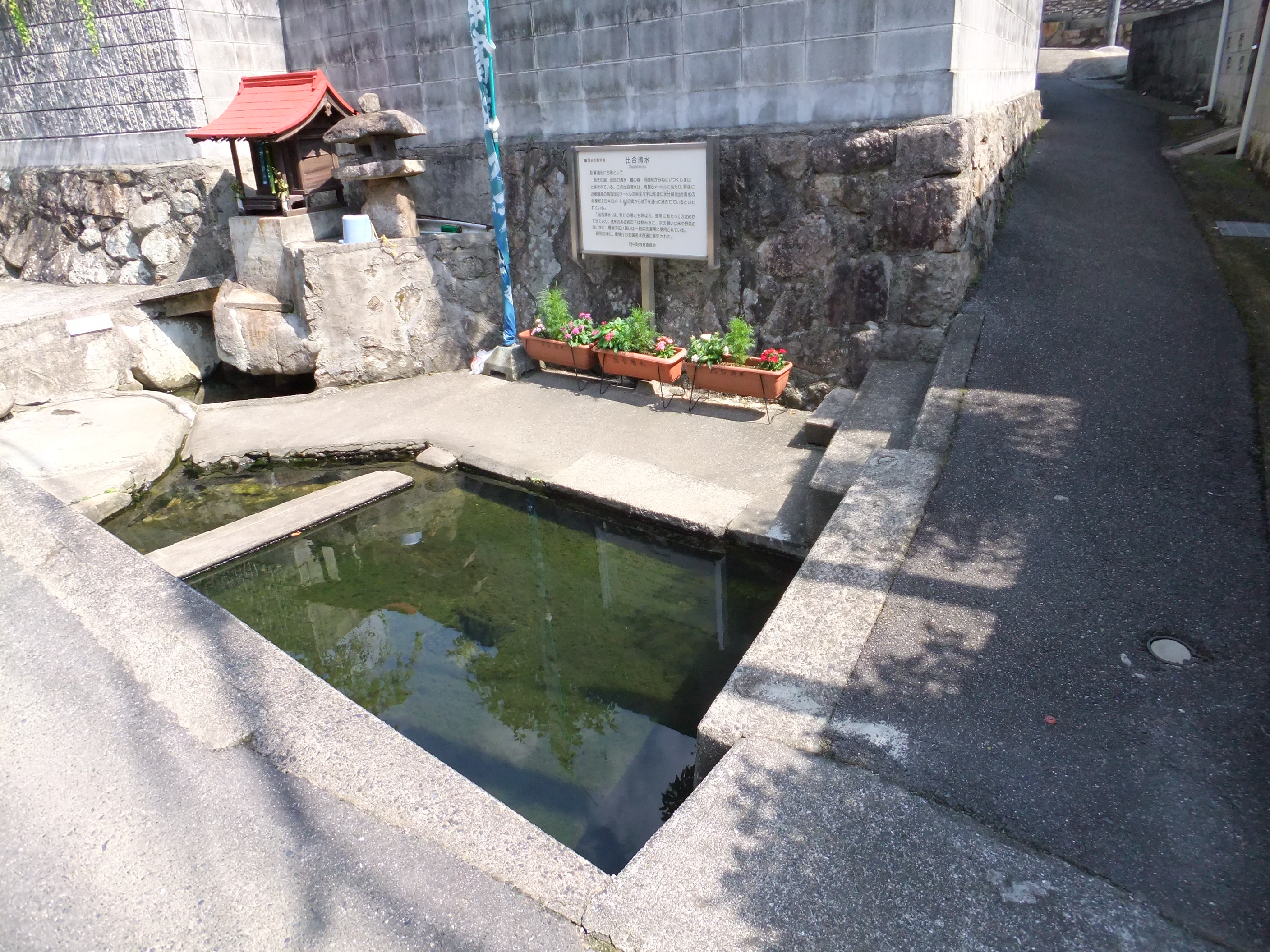
別の角度より
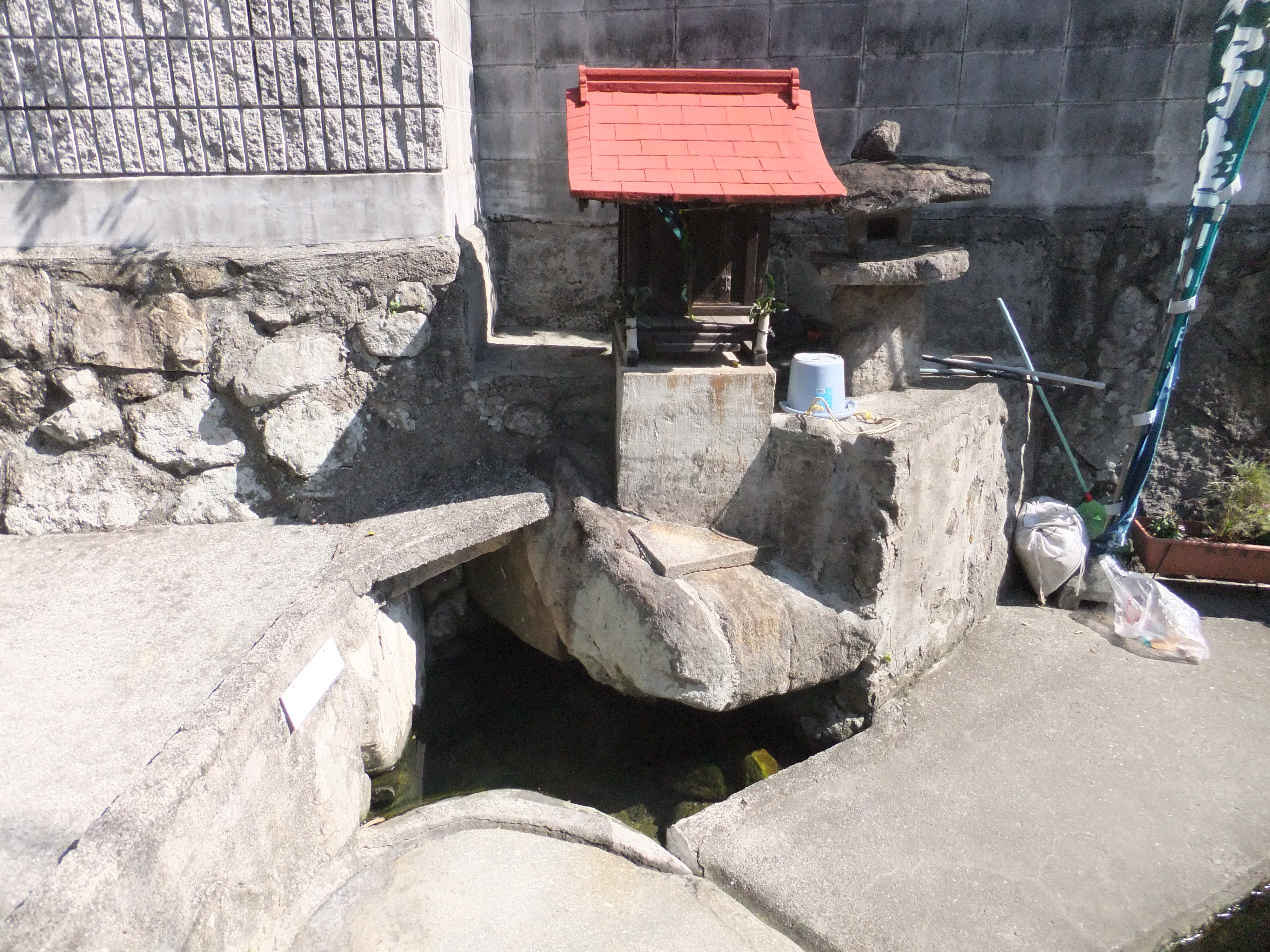
水天宮と湧水部
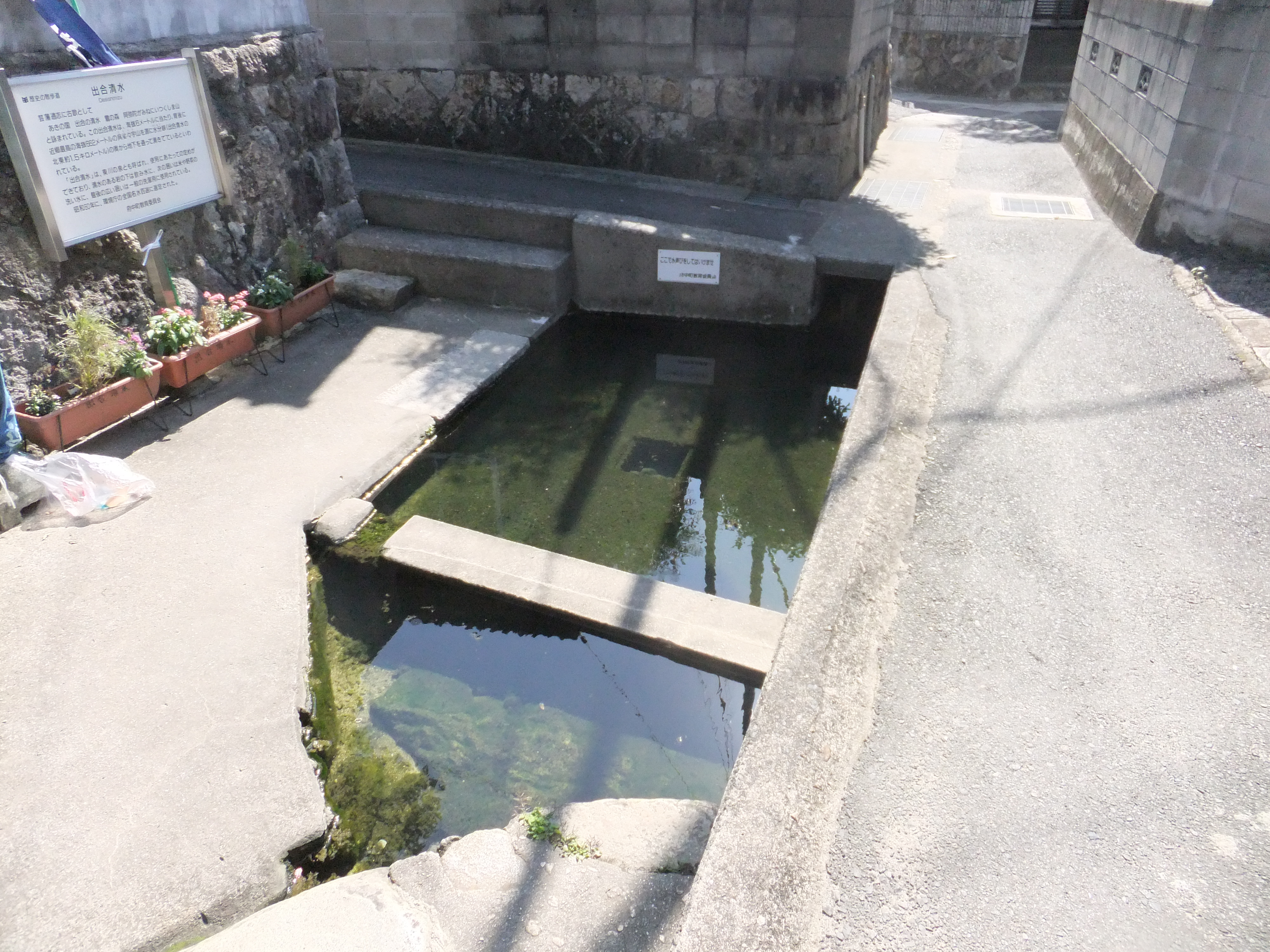
手前の区分が食料品の洗浄用 奥の区分が洗濯用
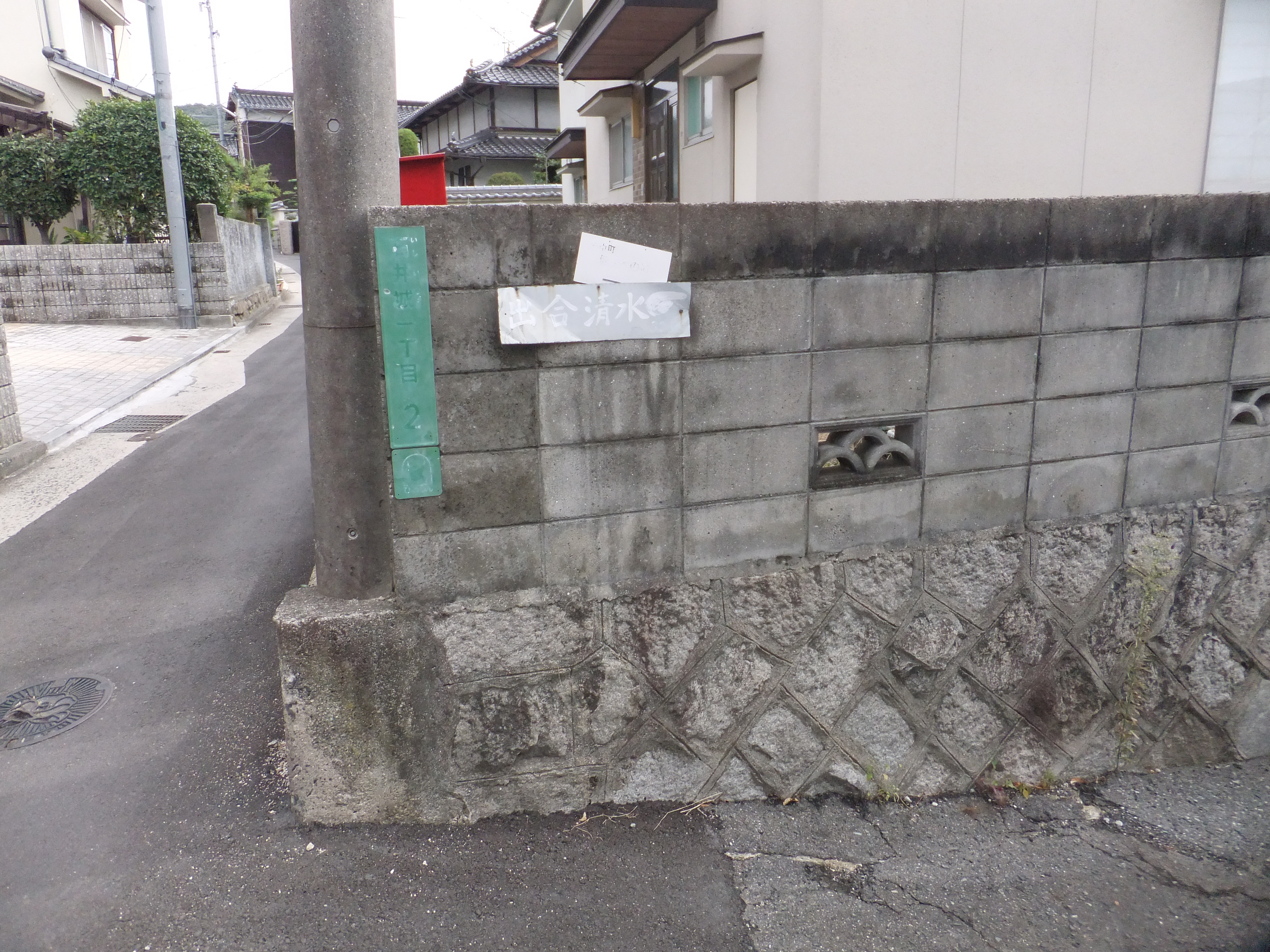
案内板

今出川清水（いまでがわしみず）は、広島県安芸郡府中町石井城一丁目2番街区にある湧水である。1985年（昭和60年）名水百選の一つに指定されている。また、府中町指定の名勝にも指定されている。
名水百選選定時から2012年まで、環境庁への届け出時のミスで出合清水（であいしみず）とされ、120m離れた先に存在する『今出川湧水』との名称の取り違えが明らかになった。
この項目では、今出川清水・出合清水など周辺部にある湧水についても合わせて触れる。

## 概要
水源は水分峡から浸透した地下水という説と、太田川水系府中大川支流「榎川」の扇状地扇端部の伏流水との説がある。
記録に残っている範囲では、『安芸府中村社寺堂古跡帖』（1712年）や『安永七年総社八幡差縺覚』（1778年）、『芸藩通志の付図』（1825年）、『芸州厳島図会』（1842年）、『芸州府中荘誌』（1932年）などに記載がある。以前は、同様の湧水が周辺に多く存在したが、農業の衰退により一部を除いて消滅した。2011年には海田酒販組合が、水源とされる水分峡の地下水をペットボトルに詰めた『水分峡のうまい水』を3600本製造し販売した。また、同じ水源とされる湧き水で、近くにある『田所明神社』（北緯34度23分56.8秒 東経132度30分35.5秒 / 北緯34.399111度 東経132.509861度）の『田所神水』は飲用することが出来る。

### 今出川清水
別名『東川』。名水百選選定時から2012年まで『出合清水』とされていた。
古くから近隣住民の生活用水として大切に管理されており、石造の貯水池は湧出口から順に飲料水用、食料品の洗浄水用、洗濯用に区切られ整備されている。水天宮を祀り今も大切に管理されている。
1974年の新聞に、1950年頃に水道が引かれるまで、地域の住民が洗顔や洗濯、米とぎなどに清水が使われ、近くの子供や主婦が、敷石がツルツルのためよく転落したことや、おしめ替えの時にすぐに洗濯することで3組で足りたと、記録が残っている。また、1974年頃は清水を利用する20軒あまりが共同で月に1回、水替えや泥さらいを行っていた。
以前は飲料水としても使われていたが、周辺部の宅地化の進行や道路整備により水量が減少したほか、1988年（昭和63年）以降の水質調査で大腸菌が検出、1990年夏に基準の200倍の大腸菌が検出され『煮沸して飲んでください』の看板設置。1993年（平成5年）以降、教育委員会により『この水は飲めません』と看板が設置された。
2010年以降、名水再生の活動が活発化し、2010年にはマツダ工業技術短期大学校が、ブラシによるコケや汚れの清掃および濁り水のくみ出しが、2011年には地域住民による守る会が結成され、ポンプにより水をくみ出した後で、底の清掃を行った。

『芸藩通志』に古歌として
と詠まれている。
- 別の角度より
- 水天宮と湧水部
- 手前の区分が食料品の洗浄用
奥の区分が洗濯用
- 案内板

### 出合清水
別名『出井清水』。名水百選選定時から2012年まで『今出川湧水』とされていた。
今出川清水の南東側120m離れた位置にあり、周辺部には古代安芸国の国府があり、総社跡や田所屋敷跡（田所明神社）などに隣接し、今出川清水などと共に聖なる水として、お供えされた。以前は、『芸州厳島図会』に描かれた通りの大きな清水で、当地にあった岩盤が洗い場の機能を果たしていたが、何度も水害により埋もれ、そのたびに掘り起こされたが、その後、水の逆流で埋められ、現在のような小さな清水になっている。

『芸藩通志』に、先の古歌の他に
と詠まれている。

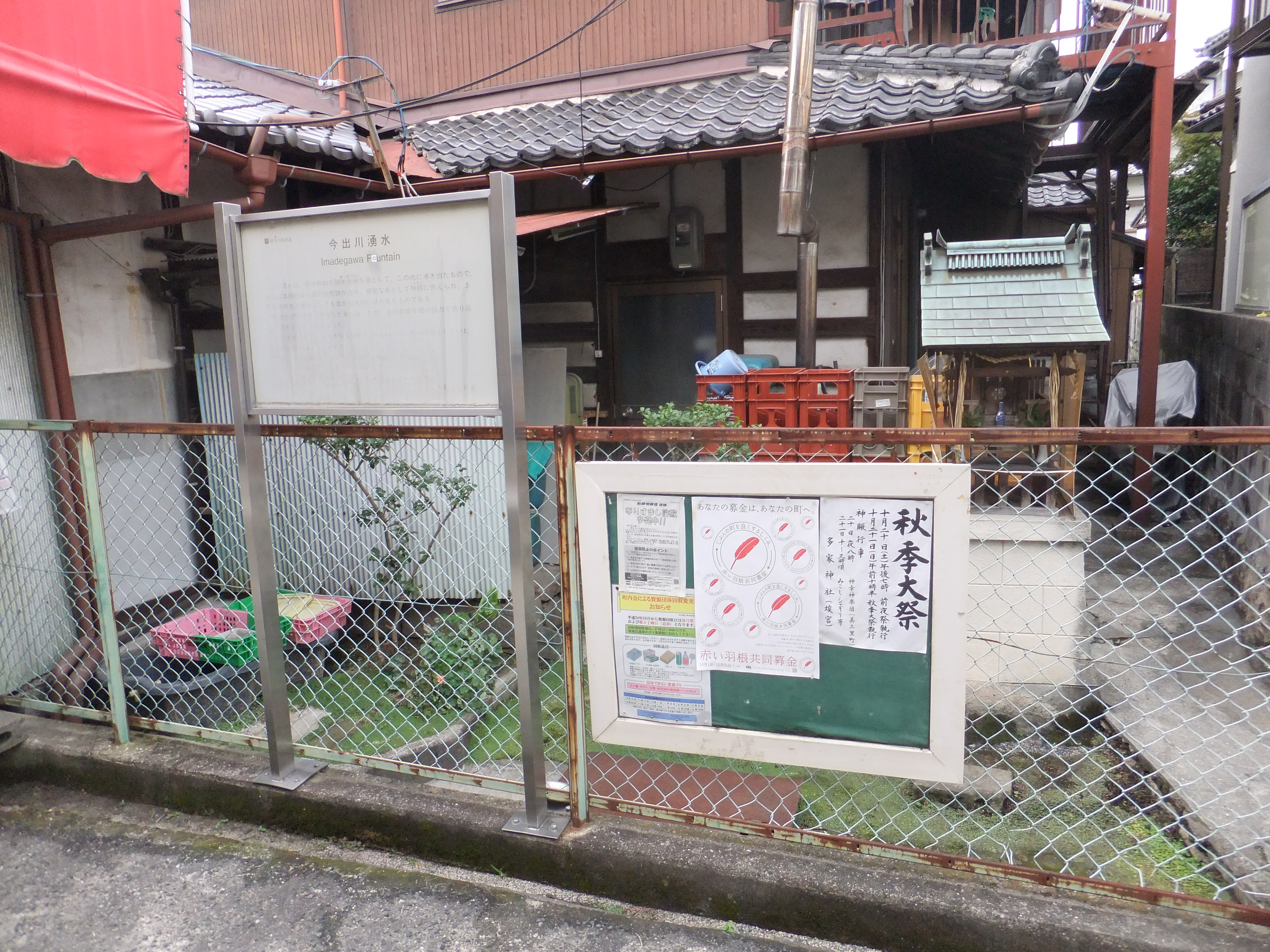
出合清水(2012年当時)
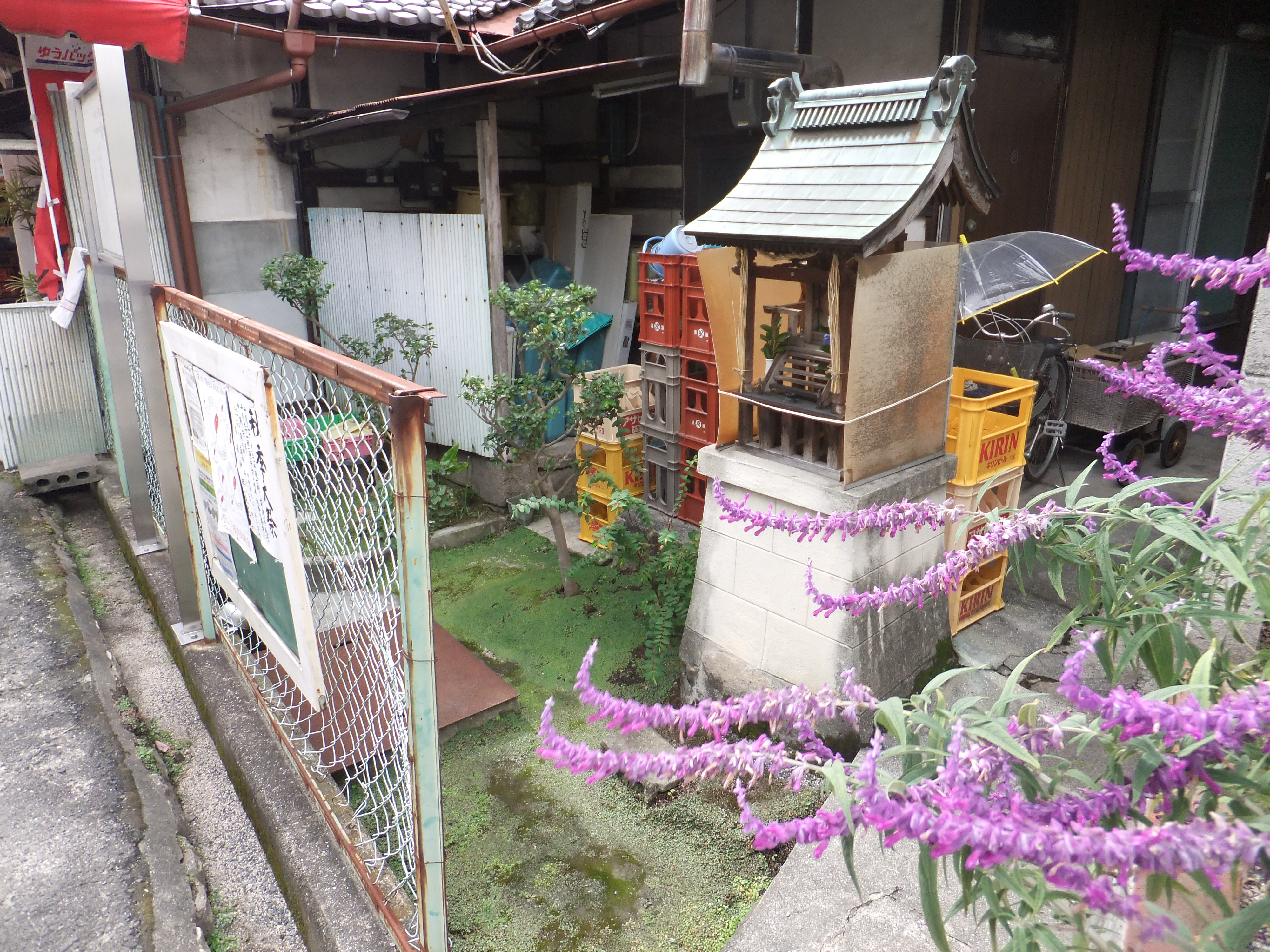
出合清水(2012年当時)
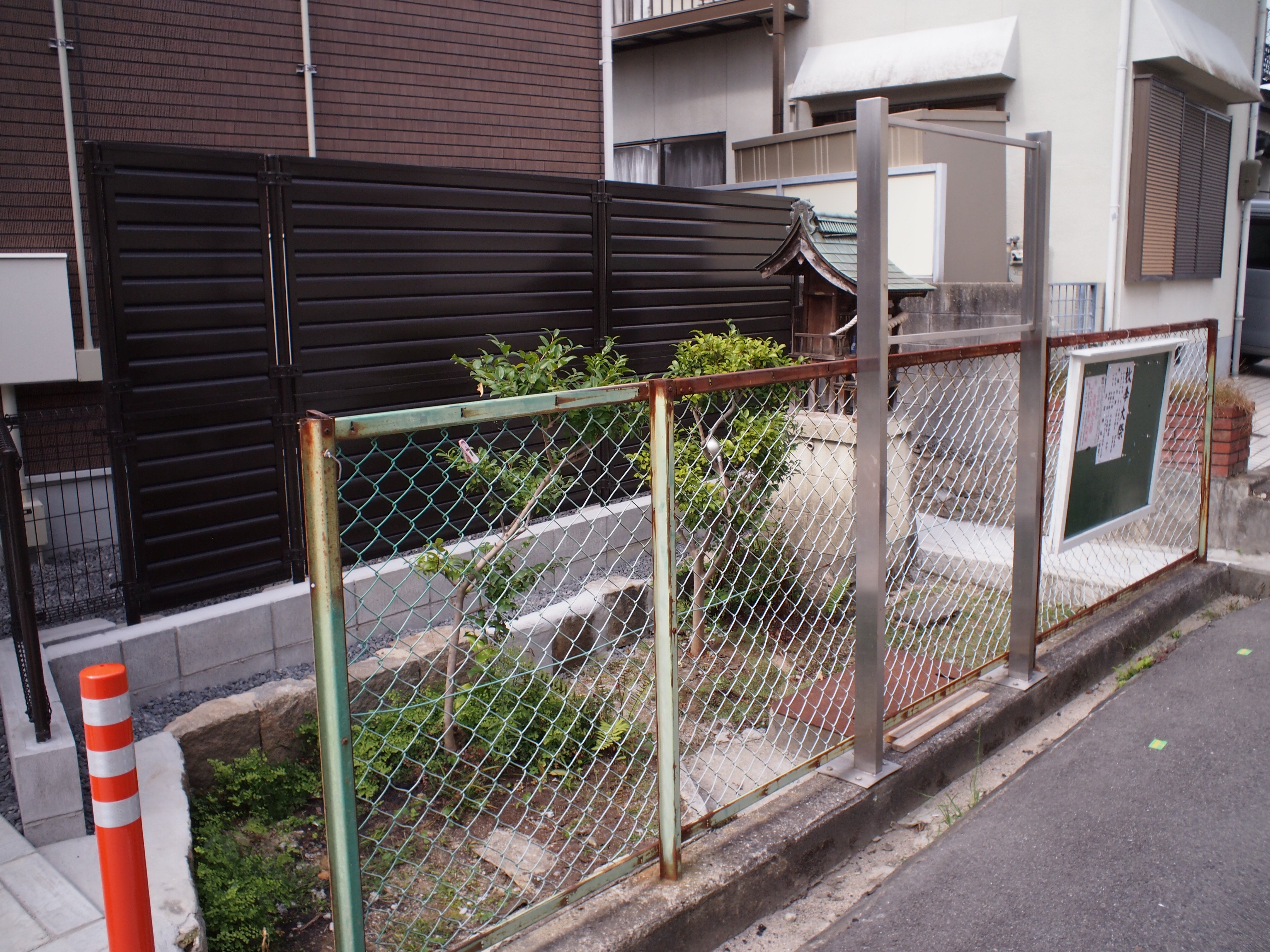
出合清水
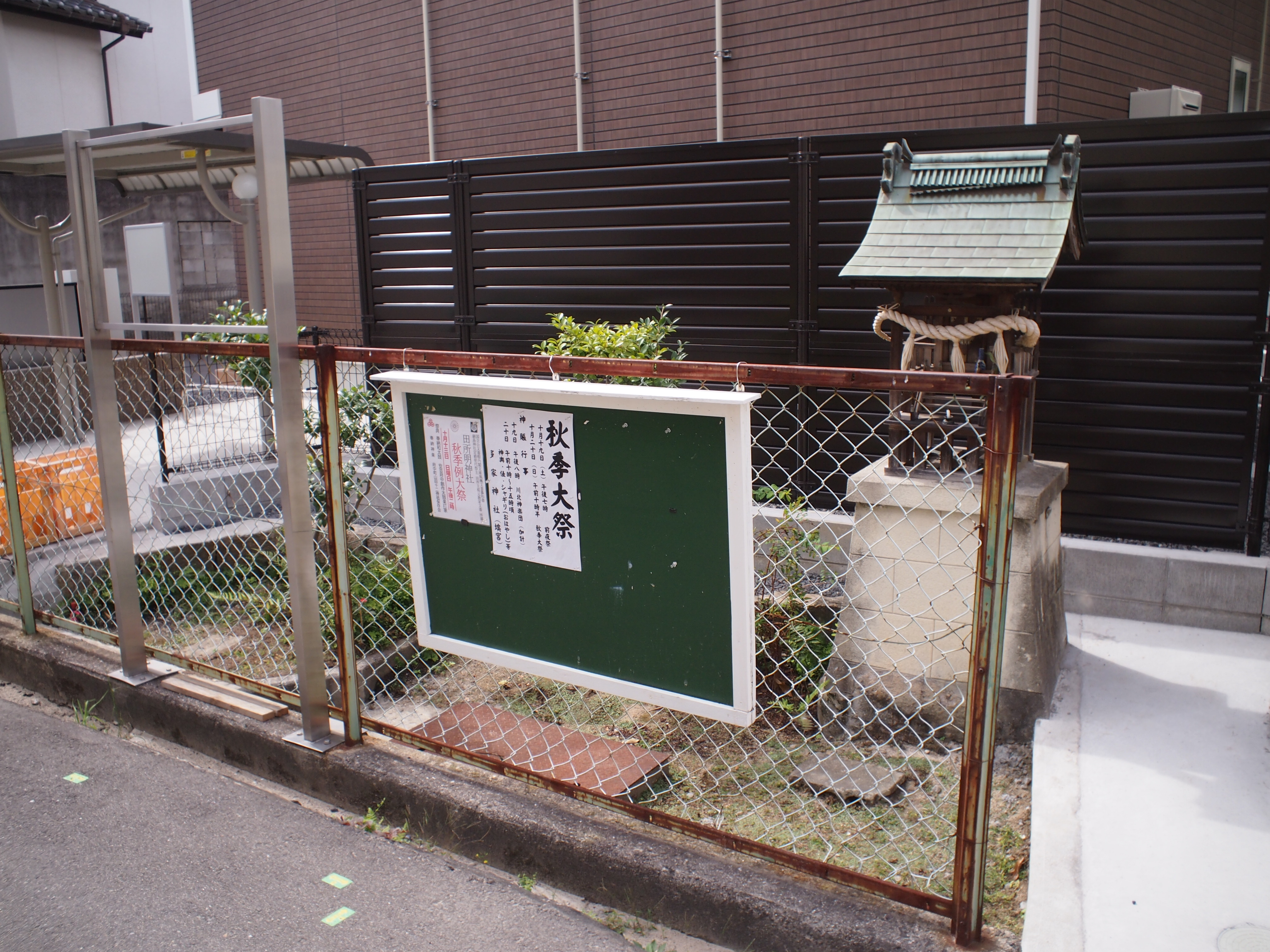
出合清水
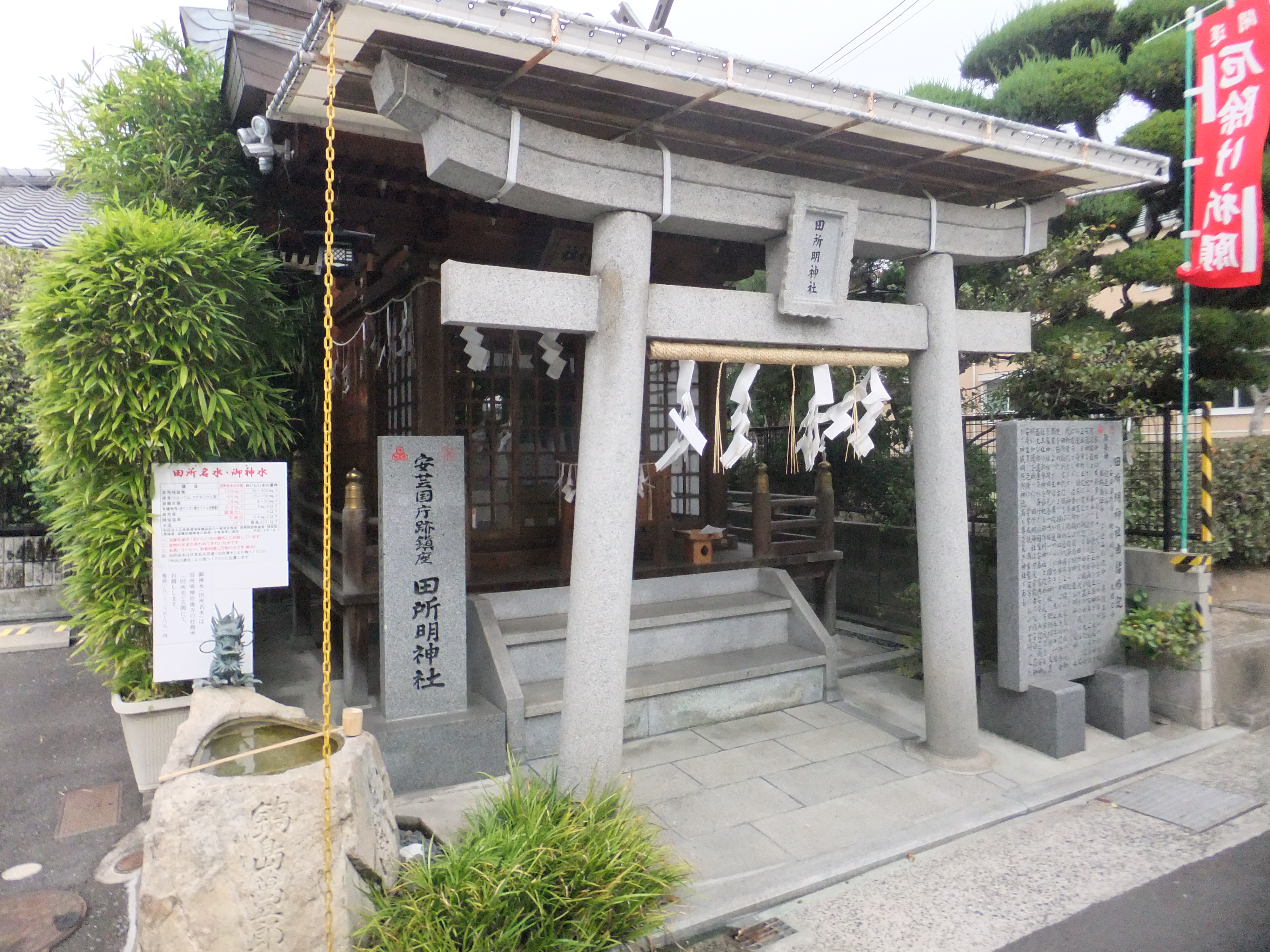
田所明神社
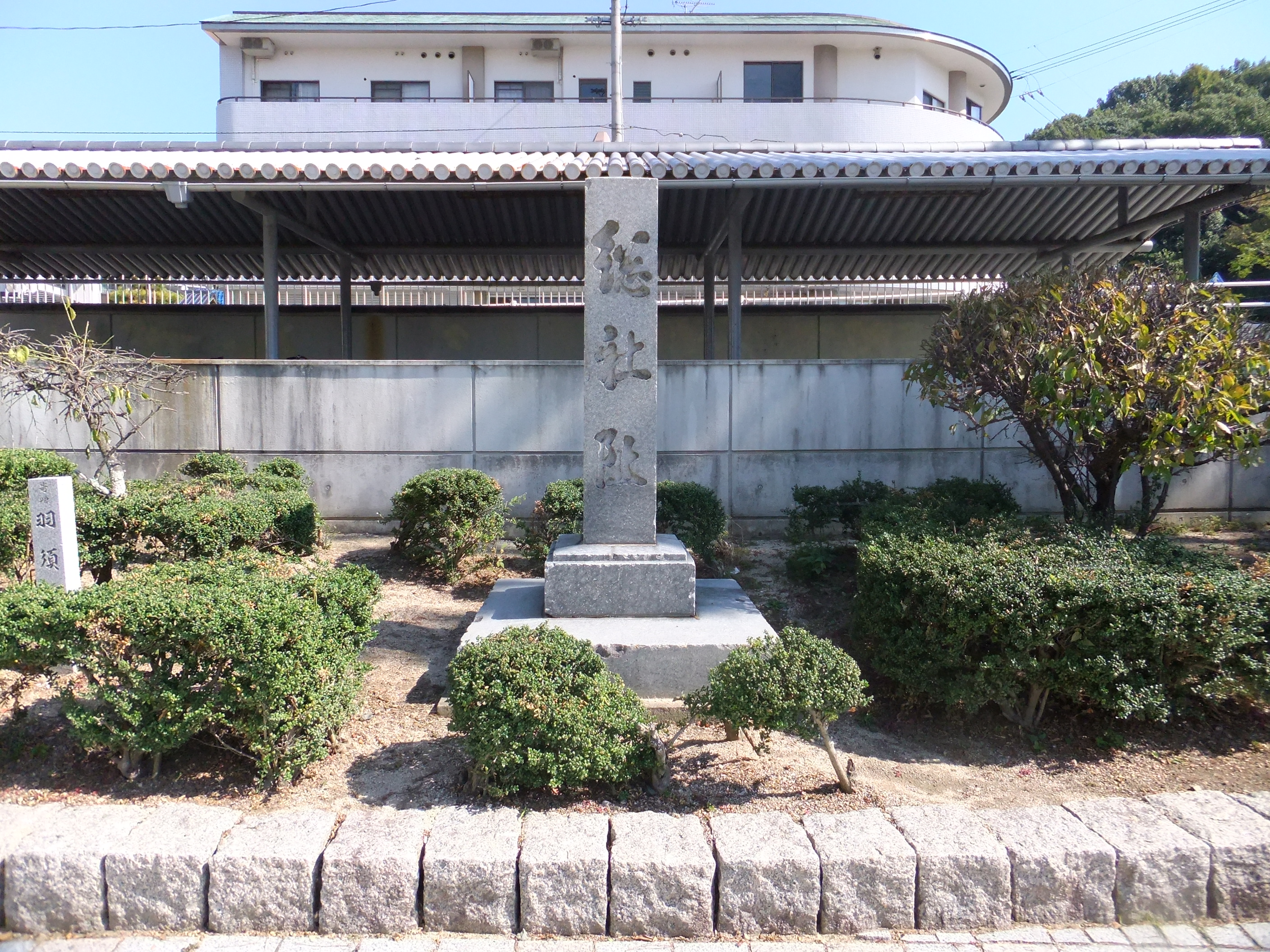
総社跡

### 名称の取り違いの判明
2012年10月に、近くに在住する大学名誉教授の調べで、約120m離れた所にある『今出川湧水』との名称の取り違えがあることが判明した。『芸藩通志の付図』（1825年）や『芸州厳島図会』（1842年）、『芸州府中荘誌』（1932年）を確認した結果、取り違えの事実が判明した。
『安永七年総社八幡差縺覚』の「一、御殿の前に井戸がある。この井戸を出井の清水と言い、その脇に今出川という川がある」との記述より、出合清水と今出川清水が別個に存在すること。
『芸藩通志』の府中村の地図や、『安芸郡和庄村より矢賀村迄道筋袖控』の地図に西側に今出川、東側に出合清水の記載があること。『芸州厳島図会』の絵図に田所宅（田所明神社）の東側、および総社の南側に「居出井清水」の記述があり、出合清水の位置が確認できること。『芸州府中荘誌』の『今出川は石井城坂本氏の下の泉なり』などの記述。周辺住民への聞き取りや、1974年に発行された中国新聞の記事に「通称東川。”いまいで川”とも記述されている」の記述があることなどが確認された。
同年7月に開催された審議会で参加7人で確認された。今後、町史や案内板の訂正を予定している。取り違えた理由として、1978年に発行された町史に写真付きで間違えて掲載されたことより、それを元に報告したことが名称の取り違えの理由と思われている。
11月17日に、町内の施設で『出合清水名称訂正説明会』が開催された。

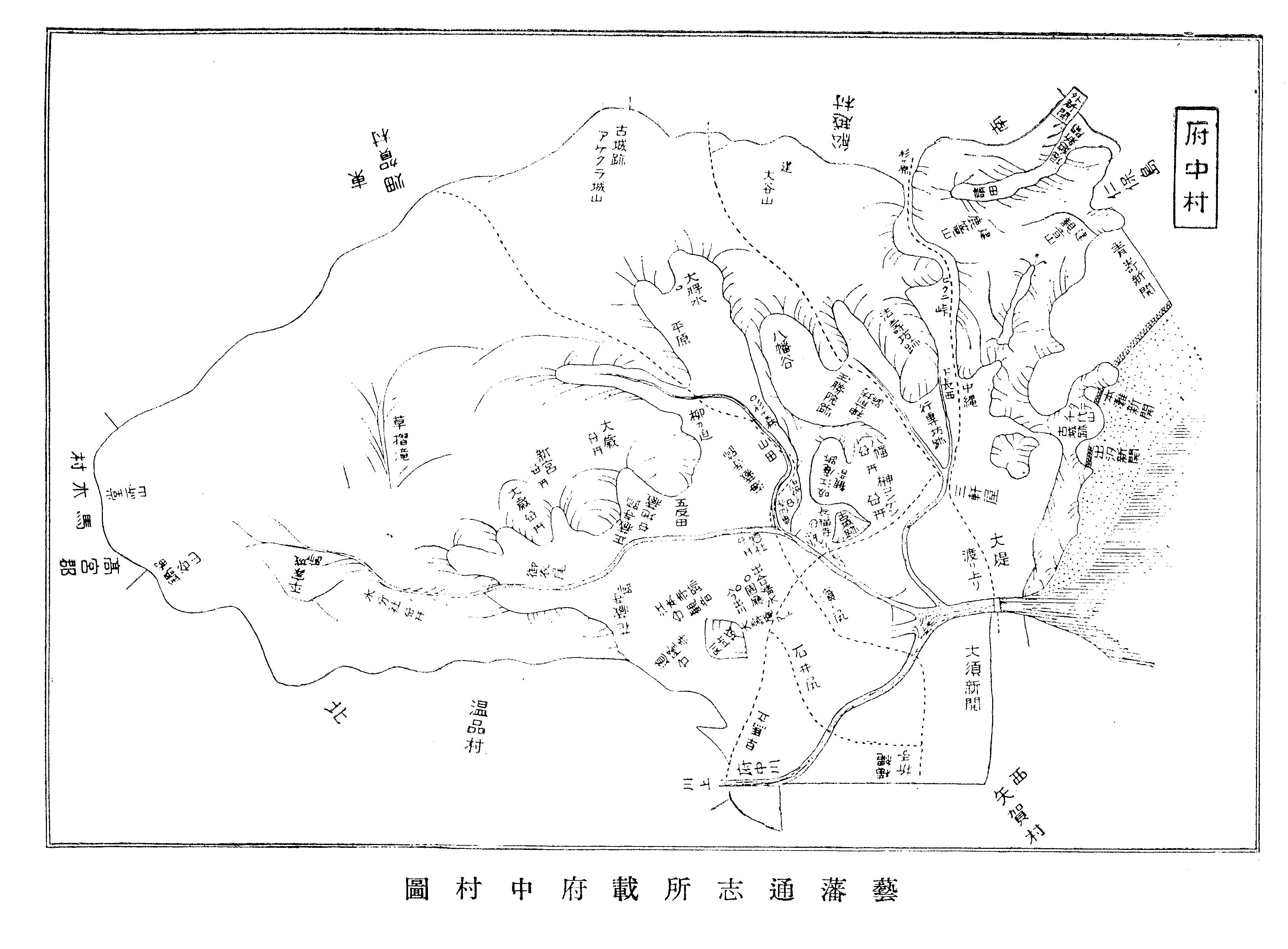
芸藩通志の府中町周辺の地図
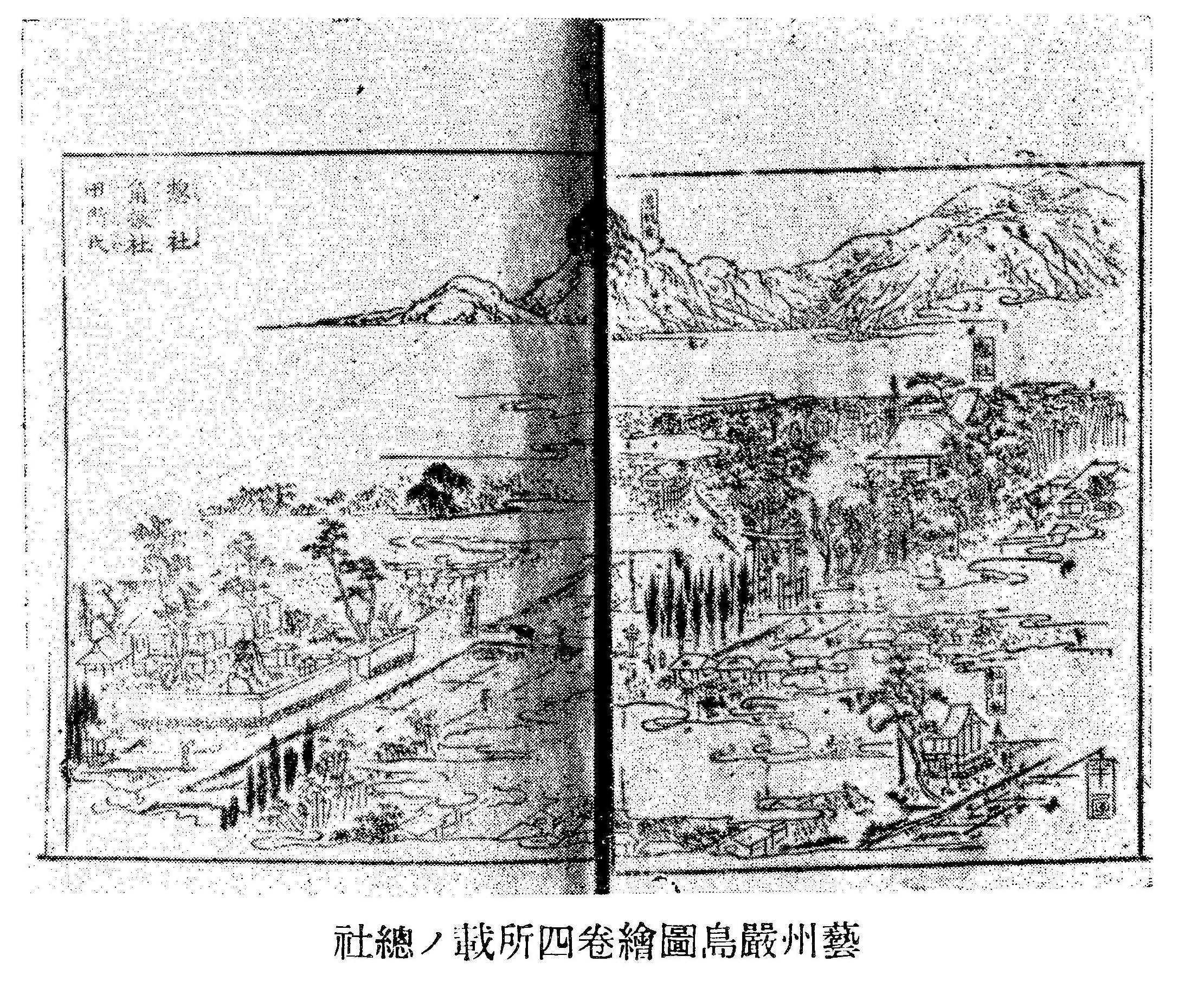
芸州厳島図会の総社周辺の地図

## 交通
- 広島駅下車  広電バス大須経由温品四丁目行「本町四丁目」下車　徒歩5分
- 出合清水までは市街地の隘路のため車で進入することはできない。また、近隣に時間貸しの駐車場はない。

## 補足
1. ↑  位置的にも、今出川湧水・出合清水の中間にある
2. ↑  『安芸府中村社寺堂古跡帖』に一 同 今出川 但シ東ノ川とも村ニテ申候——、安芸府中村社寺堂古跡帖と記述がある
3. ↑  『安芸府中村社寺堂古跡帖』に「一 清水 出井と申候又出合とも申候」と記述がある
4. ↑  『神武天皇聖蹟誌』でも、今出川清水と出合清水の双方の記述があり、出合清水の解説で「當社の御池に御座候」と記載[22]、次の列に記載された今出川清水の解説で「仝」（同じの意味）と記載されているので[22]、双方とも存在する事が確認できる。
5. ↑  2012年現在でも今出川の北側に坂本宅は存在する
6. ↑  説明会での配付資料[28]には、6月23日掲載とあるが間違い。
7. ↑  『安芸府中町誌 通史編』50ページに、間違えた写真と共に『図1-21 出合清水（石井城）』と記述されている

## 参照
1. 1 2  環境省選定名水百選 今出川清水（いまでがわしみず） - 環境庁
2. ↑  出合清水 - 府中町教育委員会
3. 1 2 3 4 5  府中の湧き水、名前違い判明 - 中国新聞 2012年10月17日
『「名水百選」府中の湧き水 出合清水 実は今出川だった 町史に誤記 案内板訂正へ』 - 中国新聞 朝刊 2012年10月17日 24面
4. 1 2  広報ふちゅう 2012年10月 20ページ (PDF)  - 府中町
5. 1 2 3 4  『名水研究 地域おこしへ 府中の「出合清水」テーマ マツダ短大 住民と連携 清掃も』 - 中国新聞 朝刊 2010年5月18日 22面
6. 1 2 3 4  『名水「出合清水」再生へ 府中の住民 きょうから一帯清掃』 - 中国新聞 朝刊 2011年7月23日 22面
7. ↑  『安芸府中町誌 通史編』49ページ・50ページ
8. ↑  『水分峡の水に郷土愛を詰め 海田酒販組合』 - 中国新聞 朝刊 2011年11月16日 26面
9. ↑  『安芸府中の文化 第3集』13ページ
10. 1 2  『安芸府中町誌 資料編』336ページ
11. ↑  『錦川鯉の名水賛歌 広島版 VOL.3』 6ページ
12. 1 2  『心の歳時記 水恋い 水神の命脈いまも 生活の変化で薄らいだ信仰』 - 中国新聞 朝刊 1974年6月23日 11面
13. 1 2  『錦川鯉の名水賛歌 広島版 VOL.3』 8ページ
14. ↑  広報ふちゅう 2010年7月 3-4ページ (PDF)  - 府中町
15. ↑  広報ふちゅう 2011年10月 9ページ (PDF)  - 府中町
16. 1 2  『芸州府中荘誌』172ページ
17. ↑  『安芸府中の文化 第3集』12ページ
18. ↑  今出川湧水 - 府中町
19. 1 2 3 4  『錦川鯉の名水賛歌 広島版 VOL.3』 ページ
20. ↑  『芸州府中荘誌』171ページ
21. ↑  『安芸府中の文化 第6集』23ページ
22. 1 2  『神武天皇聖蹟誌』26ページ
23. ↑  『芸藩通志 第二巻』483ページ
24. ↑  『安芸府中町誌 資料編』67ページ
25. ↑  『安芸府中町誌 資料編』70ページ
26. ↑  『芸州厳島図会 上巻』442ページ・443ページ
27. ↑  総社跡 - 府中町
28. ↑  出合清水・今出川清水の名称（位置）訂正説明資料2 (PDF)
29. ↑  名水百選の湧き水訂正を説明 - 中国新聞 2012年11月18日
『名水誤称で経緯を説明 府中町教委 看板訂正「慎重に検討」』 - 中国新聞 朝刊 2012年11月18日 21ページ